# Обрегон, Альфонсо
Альфонсо Андрес Обрегон (исп. Alfonso Andrés Obregón; род. 12 мая 1972 в Портовьехо) — эквадорский футболист, выступавший на позиции полузащитника. Известен по выступлениям за клуб «ЛДУ Кито» и сборную Эквадора.

## Биография
Большая часть клубной карьеры Обрегона прошла в ЛДУ. Он сыграл свыше 300 матчей в чемпионате Эквадора за эту команду, выиграв с ней 5 чемпионатов страны и Кубок Либертадорес. В розыгрыше 2008 года забил 2 мяча, а ЛДУ впервые в истории эквадорского футбола завоевал международный трофей.
В составе сборной Эквадора был участником чемпионата мира 2002 года, Кубка Америки 2001 и Золотого Кубка КОНКАКАФ 2002, куда Эквадор получил специальное приглашение. Также играл на Кубке Америки 2004. Последний матч за сборную провёл в 2004 году против Уругвая.
Последний матч на профессиональном уровне Альфонсо Обрегон провёл 22 ноября 2009 года в гостевом поединке против Манты в рамках чемпионата Эквадора 2009. Он вышел на замену на 73 минуте встречи. ЛДУ уступил со счётом 0:1. На Южноамериканский кубок, который в том году выиграл ЛДУ, Обрегон уже не был заявлен. В 2010 году объявил о завершении карьеры футболиста. В настоящий момент является директором клуба ЛДУ Портовьехо из своего родного города.

## Титулы
- Чемпион Эквадора (5): 1998, 1999, 2003, Ап. 2005, 2007
- Обладатель Кубка Либертадорес (1): 2008